# Módulo proyectivo
En matemáticas, particularmente en álgebra abstracta y álgebra homológica, el concepto de módulo proyectivo sobre un anillo R es una generalización más flexible de la idea de un módulo libre (es decir, un módulo con vectores de base). Hay varias caracterizaciones equivalentes de estos módulos.

## Definiciones

### Sumandos directos de módulos libres
La caracterización más fácil es como sumando directo de un módulo libre. Es decir, un módulo P es proyectivo cuando hay un módulo Q tal que la suma directa de los dos es un módulo libre F. De esto se sigue que podemos pensar en P como un tipo de proyección en F: el endomorfismo de módulos en F que es la identidad en P y 0 en Q es una matriz idempotente .

### Propiedad de elevación
Otra manera que está más en línea con la teoría de categorías es extraer la propiedad de elevación que transporta de los libres a los módulos proyectivos. Usando una base de un módulo libre F, es fácil ver que si nos dan un homomorfismo sobreyectivo del módulo N a M, la función correspondiente de Hom(F, N) a Hom(F, M) es también sobreyectiva (es de un producto de copias de N a un producto con los mismos índices para M). Usando los homomorfismos P → F y F → P para un módulo proyectivo, es fácil ver que P tiene la misma propiedad; y también si podemos levantar la identidad P → P a P → F para F algún módulo libre mapeado sobre P, P es un sumando directo.
Podemos resumir esta propiedad de elevación como sigue: un módulo P es proyectivo si y solamente si para cualquier homomorfismo de módulos sobreyectivo f: N → M y cada homomorfismo de módulos g: P → M, existe un homomorfismo h: P → N tal que fh = g. (no requerimos que el homomorfismo de elevación h sea único; esta no es una propiedad universal.)
La ventaja de esta definición de "proyectivo" es que puede ser realizada en categorías más generales que las categorías de módulos: no necesitamos una noción de "objeto libre". Puede también ser dualizada, conduciendo a los módulos inyectivos.
Para los módulos, la propiedad de elevación puede equivalentemente ser expresada como sigue: el módulo P es proyectivo si y sólo si para cada homomorfismo de módulos sobreyectivo f: M → P existe un homomorfismo de módulos h: P → M tal que fh = identidadP. La existencia de tal sección h implica que P es un sumando directo de M y que f es esencialmente una proyección en el sumando P.

## Los fibrados vectoriales y los módulos localmente libres
Una motivación básica de la teoría es que los módulos proyectivos (por lo menos sobre ciertos anillos conmutativos) son análogos a los fibrados vectoriales. Esto se puede hacer preciso para el anillo de funciones real-valuadas continuas en un espacio compacto de Hausdorff, tanto como para el anillo de funciones diferenciables en una variedad diferenciable compacta (véase el teorema de Swan).
Los fibrados vectoriales son localmente libres. Si hay una cierta noción de "localización" que se pueda transportar a los módulos, por ejemplo la que se da en la localización de un anillo, se pueden definir módulos localmente libres, y los módulos proyectivos entonces coinciden típicamente con los localmente libres. Específicamente, un módulo finitamente generado sobre un anillo conmutativo es localmente libre si y sólo si es proyectivo.

## Hechos
Las sumas directas y los sumandos directos de módulos proyectivos son proyectivos.
Si e = e² es un idempotente en el anillo R, entonces Re es un módulo izquierdo proyectivo sobre R.
Los submódulos de módulos proyectivos no tienen por qué ser proyectivos.
Cada módulo sobre un cuerpo o cuerpo oblicuo es proyectivo (incluso libre). Un anillo sobre el cual cada módulo es proyectivo se llama semisimple.
Un grupo abeliano (es decir un módulo sobre Z) es proyectivo sii es un grupo abeliano libre. Igual todos los dominios principales; la razón es que para estos anillos, cualquier submódulo de un módulo libre es libre.
Cada módulo proyectivo es plano. El inverso no es, en general, verdad: Q es un grupo abeliano plano que no es proyectivo.
En línea con la intuición antedicha de "localmente libre = proyectivo" está el teorema siguiente, debido a Kaplansky: sobre un anillo local R, cada módulo proyectivo es libre. Esto es fácil de probar para los módulos proyectivos finitamente generados, pero el caso general es difícil.
El teorema de Quillen-Suslin es otro resultado profundo; establece que si K es un cuerpo y R = K [X1..., Xn] es un anillo de polinomios sobre K, entonces cada módulo proyectivo sobre R es libre.
- Datos: Q942423